# Garypus yeni
Espèce
Garypus yeni est une espèce de pseudoscorpions de la famille des Garypidae.

## Distribution
Cette espèce est endémique des îles Krakatoa en Indonésie.

## Habitat
Cette espèce se rencontre sur le littoral.

## Description
Le mâle holotype mesure 3,81 mm et la femelle paratype 5,19 mm.

## Étymologie
Cette espèce est nommée en l'honneur d'Alan Louey Yen (1950–2017).

## Publication originale
- Harvey, Hillyer, Carvajal & Huey, 2020 : Supralittoral pseudoscorpions of the genus Garypus (Pseudoscorpiones : Garypidae) from the Indo-West Pacific region, with a review of the subfamily classification of Garypidae. Invertebrate Systematics, vol. 34, no 1, p. 34-87.